# 異世界迷宮でハーレムを
『異世界迷宮でハーレムを』（いせかいめいきゅうでハーレムを）は、蘇我捨恥による日本のライトノベル。当初は小説投稿サイト「小説家になろう」にて『異世界迷宮で奴隷ハーレムを』（いせかいめいきゅうでどれいハーレムを）というタイトルで2011年4月より投稿されていたオンライン小説であったが、ヒーロー文庫（主婦の友社→イマジカインフォス）より現行のタイトルに変更した上で2012年12月から書籍化刊行されている。イラストは四季童子。2024年4月時点でシリーズ累計発行部数は560万部を記録している。
メディアミックスとして、氷樹一世によるコミカライズ作品が『月刊少年エース』（KADOKAWA）2017年5月号にプロローグが掲載、翌6月号より本格連載されている。2022年7月から9月までテレビアニメが放送された。

## あらすじ
高校生の加賀道夫（ミチオ）は、インターネットの怪しげなゲームサイトで「初期設定」を完了させた途端、異世界の村に転移していた。強力なボーナス装備を拾い、村を襲った盗賊たちを撃退したミチオは、この世界で戦っていける目途がつく。
ベイルの町に移ったミチオは、「奴隷を所有してパーティーを組むのがよい」と奴隷商人から勧められ、狼人族のロクサーヌを紹介される。迷宮での稼ぎだけでは期限に間に合わず、賞金首の盗賊を倒した賞金でロクサーヌを購入する。迷宮都市クーラタルに家を借り引っ越して、迷宮の探索をしながらロクサーヌと甘々な生活を送る。
2人での迷宮探索が厳しくなったこと、スキル結晶を取得し武器融合に興味をもったため、2人目の奴隷としてドワーフのセリーを購入し、試行錯誤の末に「鍛冶師」のジョブ取得に成功する。
2人に鏡を買うことを思いつき、遠方のペルマスクで生産が行われていることを知ったが、貴族の委任状なしには買えなかった。ハルツ公爵が贈り物を探していることを知り、鏡の購入を勧めて代理で交易をおこない、稼いだ金で猫人族のミリア、そしてオークションで竜人族のベスタを奴隷として購入する。
ハルツ公爵に気に入られたミチオは、帝国解放会への入会を推薦され、エルフ一族のセルマー伯爵失脚のクーデターにも巻き込まれる。ハルツ公爵はセルマー伯爵の長女ルティナの継承権を失わせるために奴隷に落とし、ミチオに預ける。エルフ一族の長老、カッサンドラに呼び出されたミチオは、中継点を魔物に蹂躙されて連絡が取れなくなったグリニアの探索を依頼される。

## 登場人物
声の項はテレビアニメ版の声優。

### 主要人物
ミチオ / 加賀 道夫（かが みちお）
声 - 八代拓
本作の主人公。17歳の高校生。学校ではいじめを受けており、本気ではないが自殺を考えていた。自殺願望のサイトを閲覧中にネットゲームの初期設定のようなものを発見。暇つぶしがてらに設定を終えると異世界に転移している。
最初は現実とは認識できず、ゲームだと思っていたため盗賊に襲われた際に、身を守るため殺人を行ってしまったが気にしていなかった。後にこれが現実と認識するにつれて、自分なりには慎重に行動をするようになった。
異世界に転移してすぐに、目覚めた場所である村が盗賊に襲われて返り討ちにしており、盗賊の頭目の持つ「盗賊のバンダナ」を村人がすり替えていたことが発覚。すり替えた村人は村長によって奴隷に落とされて、近くのベイルの町で村人奴隷を売却している。再度、奴隷商の館を訪れたときに奴隷商であるアランにロクサーヌを奴隷として薦められており、ロクサーヌを手に入れるために迷宮に潜ってお金を稼ぐことになった。
狼人族のロクサーヌを自身の奴隷にした後も続々と奴隷を増やしており、ドワーフのセリー、猫人族のミリア、竜人族のベスタ、エルフのルティナの計5人を女奴隷のハーレムとして囲っている。
チート能力を持つ転移者ではあるが、最強主人公タイプではなく計画性があり努力を怠らないタイプの主人公として描かれている。作者は何でもありの最強主人公にしてしまうと物語の幅が広がらないと考え、そうならないために「少ないチートをどう活用するか」を意識しているという。また「RPGは努力が実を結ぶ世界である」ことも意識しているという。
ロクサーヌ
声 - 三上枝織
本作のヒロインの一人。狼人族の女性。16歳。巨乳。ミチオの1人目の奴隷。処女であり、初体験はミチオ。
アランのお店で奴隷として売られており、ミチオの奴隷となる。
奴隷になった経緯は、両親の他界後に叔母の家で暮らしていたものの、叔母が二人分の税金を納めることができなくなったため奴隷になっている。
異世界の知識や常識を知らないミチオにそれらを教えるだけでなく、迷宮探索でも率先して戦っている。戦うことが好きであり、迷宮攻略の話になると目の色が変わるほど。
パーティーでは俊敏な身のこなしから前衛を担当。剣を使って戦っている。
ミチオとの夜伽も最初は躊躇いがあったものの、回数を重ねるごとに抵抗がなくなって自ずと積極的になっている
セリー
声 - 井澤詩織
本作のヒロインの一人。ドワーフの女性。16歳。ミチオの2人目の奴隷。処女であり、初体験はミチオ。生まれつき老齢ドワーフの特徴である細い耳をしていることがコンプレックス。
奴隷になった経緯は、家族の稼ぎ頭だった兄が怪我をしたため、その怪我を治す薬を購入する資金が足りず、家族のためにセリーは自ら望んで奴隷として売られている。
「鍛治師」になることを望んでいたがなることができず、後ろ向きな考えばかりしていたが念願の「鍛治師」になることができ、今ではパーティーの装備作りを一手に担っている。
パーティーでは後衛を担当。鎚や槍を武器にしている。
ミリア
声 - 黒木ほの香
本作のヒロインの一人。猫人族の少女。ブラヒム語（共通語）を覚えていなかったので会話は片言。大の魚好き。禁漁区で魚を捕ったために犯罪奴隷に落とされていた。ジョブは当初「海女」、のちに「暗殺者」。
ベスタ
声 - 本泉莉奈
本作のヒロインの一人。竜人族の女性。大柄で体力と防御力に優れる。両親ともに奴隷であり、生まれながらの奴隷。ジョブは「竜騎士」。
ルティナ
声 - 井澤美香子
本作のヒロインの一人。エルフの女性。セルマー伯爵の長女だったが、父はクーデターで失脚した。伯爵家の継承権を失わせるためにハルツ公爵によって奴隷に落とされたのち、ミチオに預けられる。ジョブは「魔法使い」。

### 貴族
ハルツ公爵
声 - 山本兼平
ハルツ領を治める公爵。種族はエルフ。フルネームはブロッケン・ノルトブラウン・アンハルト。
貴族の割に腰が軽い。ハルツ領での災害があった際に冒険者ギルドに支援を依頼したときに、保有MP量が多かったミチオに目を付ける。ジョブは「聖騎士」。
カシア
ハルツ公爵の妻。種族はエルフ。ルティナの従姉。ジョブは「魔法使い」。
エルフの女性は皆、見目麗しいがカシアとルティナの2人の美貌はそれらの中でも抜きん出ており、ミチオだけでなく同姓のロクサーヌや多くの貴族が美しさを認めている。
ゴスラー
ハルツ領の騎士団長の男性。種族はエルフ。名前は、ゴスラー・ノルトブラウン・アンハルト。腰が軽い公爵の後始末に追われる苦労人。ジョブは「魔導師」。
エステル男爵
男性。種族は狼人族。名前はエステル・エステルリッツ・アンエステラ。
帝国解放会の会長でもあり、ミチオたちの入会の立会人。ジョブは「聖騎士」。
ガイウス・プリンセプス・アンインペラ
現皇帝。39歳。ミチオの皇帝という認識が強く、翻訳がおかしく一人称が「朕（ちん）」になってしまっている。迷宮に入るようになってからはまだ10年ほどしか経っておらず、帝国解放会にはミチオと同期で入会する。
25歳の息子がおり、14歳で父親となっている。帝国解放会の入会の儀礼での秘密の暴露では貧乳好きで、女性の足を見るだけで興奮する。女性に踏んでもらいたいがために侍女にお願いまでしている。ジョブは「冒険者」。
セルマー伯爵
伯爵。ルティナの父。種族はエルフ。貴族の責務である迷宮討伐を怠っていたため、同族のエルフたちにクーデターを起こされ失脚、処刑される。
カシアにはセルマー伯爵は優しく、荒事を好まなかったと言われていた。娘のルティナには伯爵になったばかりのころは熱意もあったが、盗賊と自身の騎士団の争いで多くの騎士を失ってからは酒に溺れてしまっていたと語られた。ジョブは「騎士」。
カッサンドラ
エルフ族の長老。女性。107歳。ルティナのひいひいひいひいお婆さんの妹。

### その他
ウーゴ
声 - うさみ航
ソマーラ村を襲った盗賊団の頭目、ミチオに殲滅される。盗賊のバンダナを装備していた。38歳、ジョブは「盗賊」。
ソマーラ
ソマーラ村の村長。ブラヒム語話者。盗賊のバンダナを盗んだ村人を奴隷に落とした。盗賊を殲滅したミチオに礼金の金貨15枚を渡した。68歳、ジョブは「村長」。
ビッカー
声 - こぶしのぶゆき
ソマーラ村の商人。ブラヒム語話者。ミチオと盗賊の装備品と奴隷をベイルの街まで馬車で運んだ。31歳、ジョブは「商人」。
元冒険者の村人Lv25
村を襲った盗賊のウーゴと戦い、戦死した。ティリヒの夫。47歳、ジョブは「村人」Lv25。
ティリヒ
元冒険者の村人Lv25の未亡人。ミチオによる「ティリヒが夜這いに来ないか」という妄想から派生したIF話ではミチオの子供を産んでいる。31歳、ジョブは「村人」。
アラン
声 - 三宅健太
ベイルの町の奴隷商人。奴隷身分に落とされた男の買取でミチオと知り合う。若いながらも盗賊たちを殲滅したミチオに目をつけ、奴隷を所有することのメリットを説いて当初ロクサーヌ、後にセリーを売る。63歳、ジョブは「奴隷商人」。
ルーク
クーラタルの商人。ミチオの代理としてオークションでスキル結晶の仲買いを行う。ハルツ公爵と親しく、公爵とミチオの連絡の仲介役もこなす。28歳、ジョブは「防具商人」。
オネスタ
声 - 伊藤静
クーラタル金物屋の女店主兼地区の世話人。ミチオに貸家の斡旋をする。37歳、ジョブは「商人」。

## ジョブ
村人
効果：体力微上昇
獲得条件：初期ジョブ
盗賊
効果：敏捷小上昇
獲得条件：盗む
英雄
効果：HP中上昇、MP中上昇、腕力中上昇、体力中上昇、知力中上昇、精神中上昇、器用中上昇、敏捷中上昇
スキル：オーバーホエルミング
獲得条件：初陣で盗賊を撃退
探索者
効果：体力小上昇
スキル：アイテムボックス操作、パーティー編成、ダンジョンウォーク
獲得条件：迷宮に入る
旅亭
効果　
スキル：カルク、インテリジェンスカード操作
獲得条件：エマーロ族の種族固有ジョブ
戦士
効果：体力小上昇：HP微上昇
スキル：ラッシュ
獲得条件：村人Lv5、盗賊や魔物を倒す
剣士
効果：腕力小上昇、HP微上昇
スキル：スラッシュ
獲得条件：村人Lv5、剣で盗賊や魔物を倒す
商人
効果：知力小上昇、精神微上昇
スキル：カルク
獲得条件：村人Lv5、売買する　　
薬草採取士
効果：知力小上昇
スキル：生薬生成
獲得条件：薬草を拾う
獣戦士
効果：敏捷中上昇、体力小上昇、器用小上昇
スキル：ビーストアタック
獲得条件：狼人族の種族固有ジョブ
僧侶
効果：精神小上昇、MP微上昇
スキル：手当て
獲得条件：Lv5、魔物に素手でとどめを刺す
魔法使い
効果：知力小上昇、MP微上昇
スキル：初級火魔法、初級水魔法、初級風魔法、初級土魔法
獲得条件：村人Lv5、攻撃魔法を使う(5歳までに自爆玉を使う)
農夫
効果：腕力小上昇
獲得条件：農作業をする
料理人
効果：器用小上昇、体力微上昇、敏捷微上昇
スキル：レア食材ドロップ率アップ、アイテムボックス操作(30種類x30個)
獲得条件：探索者Lv30、料理を作る　
錬金術師
効果：知力小上昇、器用微上昇
スキル：メッキ(攻撃を一回防ぐ)
獲得条件：化学反応を行う
色魔
効果：精神中上昇、知力小上昇、MP小上昇
スキル　精力増強、禁欲攻撃
獲得条件　人間の種族固有ジョブ、一晩で複数の異性を愛する
武器商人
効果：体力小上昇、知力微上昇、精神微上昇
スキル：武器鑑定、カルク、アイテムボックス操作(30種類×30個)
獲得条件：探索者Lv30、商人Lv?　
防具商人
効果：体力小上昇、知力微上昇、精神微上昇
スキル：防具鑑定、カルク、アイテムボックス操作(30種類×30個)
獲得条件：探索者Lv30、商人Lv?
巫女(神官)
効果：MP小上昇、知力微上昇
スキル：全体手当て
獲得条件：村人Lv5、滝行やお遍路などで精神統一する
鍛冶師
効果：腕力中上昇、体力小上昇、器用小上昇
スキル：武器製造、防具製造、スキル結晶融合、アイテムボックス操作(10種類×10個)
獲得条件：ドワーフの固有ジョブ、探索者Lv10、一振りで複数の魔物を攻撃する　
賞金稼ぎ
効果：器用小上昇、腕力微上昇、MP微上昇
スキル：生死不問
獲得条件：戦士Lv30　
騎士
効果：体力小上昇、知力微上昇、精神微上昇
スキル：防御、任命(村長を任命する)、インテリジェンスカード操作
獲得条件：戦士Lv30
聖騎士
効果：
スキル：
獲得条件：騎士Lv50
村長
効果：
スキル：インテリジェンスカード操作
獲得条件：騎士に任命される
暗殺者
効果：知力小上昇、精神小上昇
スキル：状態異常確率アップ、状態異常耐性アップ
獲得条件：戦士Lv30、毒で魔物を倒す
海女
効果：体力中上昇、HP小上昇、腕力小上昇
スキル：対水生強化
獲得条件：猫人族の種族固有ジョブ　
竜騎士
効果：体力中上昇、体力小上昇、体力微上昇
スキル：二刀流、クリティカル発生、ダメージ軽減
獲得条件：竜人族の種族固有ジョブ、一人で魔物を倒す　
博徒
効果：知力小上昇、器用小上昇
スキル：状態異常耐性ダウン、クリティカル発生
獲得条件：盗賊Lv30、生死不問で倒す
奴隷商人
効果
スキル：インテリジェンスカード操作、奴隷操作、遺言作成
獲得条件：商人Lv30
遊び人
効果：空き
スキル効果：効果設定、スキル設定
獲得条件：ジョブを多数獲得する
冒険者
効果：体力中上昇、精神小上昇、器用微上昇
スキル：アイテムボックス操作(50種類×50個)、パーティー編成、フィールドウォーク　
獲得条件：探索者Lv50
魔道士
効果：知力中上昇、MP小上昇、精神微上昇、体力微上昇
スキル：中級火魔法、中級水魔法、中級風魔法、中級土魔法、下級氷魔法、下級雷魔法
獲得条件：魔法使いLv50
森林保護官
効果　
スキル　
獲得条件：エルフの種族固有ジョブ
勇者
効果：HP大上昇、MP大上昇、腕力大上昇、体力大上昇、知力大上昇、精神大上昇、器用大上昇、敏捷大上昇
スキル：オーバードライビング
獲得条件：英雄Lv50

## 作風・制作背景
本作はウェブ小説における「奴隷ハーレムもの」の先駆けとなった作品である。
作者はただ迷宮に潜って何かしているだけで楽しい作品を書きたいと考えており、それにハーレム要素を加えることで本作が出来上がった。タイトルについては「小説家になろう」のトップページに新着作品の紹介枠があり、それを見てクリックしたくなるものにしたいと考えた結果、現在のタイトルとなった。
本作はゲームを連想する要素が多く登場するが、これはシミュレーションゲームから影響を受けたものであるという。例えば、主人公のパラメータ作成のくだりについて作者は歴史シミュレーションゲーム『信長の野望』を例に挙げている。
本作の特徴は、リアリティを出したいという作者の意図により日常風景が詳細に描かれていることである。作者は設定が詳細になりすぎると嘘や矛盾点が発覚しやすくなるという点を懸念していたが、ファンタジーだからこそ詳細に描きたかったという。作中に登場する料理は「小説家になろう」作品から影響を受けていると作者は述べており、特に影響を受けた作品として『異世界食堂』や『辺境の老騎士』を挙げている。

## 既刊一覧

### 小説
- 蘇我捨恥（著）・四季童子（イラスト） 『異世界迷宮でハーレムを』 主婦の友社→イマジカインフォス〈ヒーロー文庫〉、既刊13巻（2024年4月30日現在）

| 巻数 | 第1刷発行日（発売日）           | ISBN              |
| ---- | ------------------------------- | ----------------- |
| 1    | 2013年1月20日（2012年12月21日） | 978-4-07-285942-1 |
| 2    | 2013年5月31日（4月30日）        | 978-4-07-289673-0 |
| 3    | 2013年12月31日（11月29日）      | 978-4-07-293798-3 |
| 4    | 2014年6月30日（5月30日）        | 978-4-07-297187-1 |
| 5    | 2015年5月31日（4月27日）        | 978-4-07-413191-4 |
| 6    | 2016年1月31日（2015年12月28日） | 978-4-07-414322-1 |
| 7    | 2017年3月31日（2月27日）        | 978-4-07-423657-2 |
| 8    | 2017年12月31日（11月30日）      | 978-4-07-428637-9 |
| 9    | 2019年1月10日（2018年12月28日） | 978-4-07-436358-2 |
| 10   | 2020年4月10日（3月30日）        | 978-4-07-442821-2 |
| 11   | 2021年1月10日（2020年12月28日） | 978-4-07-447190-4 |
| 12   | 2022年2月10日（1月31日）        | 978-4-07-449757-7 |
| 13   | 2024年5月10日（4月30日）        | 978-4-07-459483-2 |

### 漫画
- 蘇我捨恥（原作）・四季童子（キャラクター原案）・氷樹一世（作画） 『異世界迷宮でハーレムを』 KADOKAWA〈角川コミックス・エース〉、既刊11巻（2025年2月26日現在）

| 巻数 | 初版発行日（発売日）   | ISBN                                          |
| ---- | ---------------------- | --------------------------------------------- |
| 1    | 2017年11月25日（同日） | 978-4-04-106205-0                             |
| 2    | 2018年4月26日（同日）  | 978-4-04-106721-5                             |
| 3    | 2018年10月26日（同日） | 978-4-04-107475-6                             |
| 4    | 2019年4月26日（同日    | 978-4-04-107476-3                             |
| 5    | 2020年1月24日（同日）  | 978-4-04-109048-0                             |
| 6    | 2020年8月26日（同日）  | 978-4-04-109731-1                             |
| 7    | 2021年4月26日（同日）  | 978-4-04-109732-8                             |
| 8    | 2022年3月25日（同日）  | 978-4-04-112122-1                             |
| 9    | 2023年2月25日（同日）  | 978-4-04-113429-0                             |
| 10   | 2024年1月26日（同日）  | 978-4-04-114549-4                             |
| 11   | 2025年2月26日（同日）  | 978-4-04-115863-0 978-4-04-115725-1（限定版） |

## テレビアニメ
2020年12月にテレビアニメ化企画進行中であることが発表され、2022年7月から9月までAT-Xほかにて放送された。

### 修正バージョン
本作はストーリー上、性的描写や残酷描写が多数含まれるため、テレビ放送・動画配信などに応じて修正が施されたり、セリフや演出が異なるバージョン違いが3種類存在する。
- 「TV放送ver.」 … 放送倫理に対応し、「絵」と「音声」に規制がかかる。
- 「ハーレムver.」 … 一部の「絵」にのみ規制がかかる。
- 「超ハーレムver.」 … 規制がない。

### スタッフ
- 原作 - 蘇我捨恥[8]
- キャラクター原案 - 四季童子、氷樹一世[13]
- 監督 - 龍輪直征[8]
- 助監督 - 青柳宏宜[13]
- シリーズ構成 - 砂山蔵澄[8]
- キャラクターデザイン - うのまこと[8]
- サブキャラクターデザイン - 渡辺義弘[42]
- プロップデザイン - 五反孝幸、Color & Smile、児玉裕之、よねくらあい
- モンスターデザイン - 宮豊[42]
- 色彩設計 - 伊予実美子[13]
- 美術設定・美術監督 - 長澤順子[13]
- 美術監督 - マメ（第7話 -）
- 撮影監督 - 関谷能弘[13]
- 編集 - 丹彩子[13]
- 音響監督 - 菅原輝明[13]
- 音響効果 - 猪俣泰史[13]
- 音響制作 - Cloud22[13]
- 音楽 - 菊谷知樹[13]
- 音楽制作 - KADOKAWA[13]
- 音楽プロデューサー - 若林豪[42]
- プロデューサー - 元長聡[42]、黒須信彦[42]、松田大洋[42]、飯塚彩[42]、外川明宏[42]、尾形光広[42]
- アニメーションプロデューサー - 西藤和広[42]
- アニメーション制作 - パッショーネ[8]
- 製作 - 「異世界迷宮でハーレムを」製作委員会[13]

### 主題歌
「Oath」
ロクサーヌ（三上枝織）によるオープニングテーマ。作詞は陽茉莉 -himari-、作曲・編曲はfu_mou。
「紳士の取引60万ナール」
加賀道夫（八代拓）、アラン（三宅健太）によるエンディングテーマ。作詞は烏屋茶房、作曲・編曲は篠崎あやとと橘亮祐。

### 評価
本作のBDおよびDVD初週推定売上は以下の通り。
| 巻 | 初週推定売上 | 初週推定売上 | 初週推定売上 | 出典   |
| 巻 | 限定版BD     | 通常版BD     | DVD          | 出典   |
| -- | ------------ | ------------ | ------------ | ------ |
| 上 | 2,223        | 3,614        | 891          | [ 44 ] |
| 下 | N/A          | 5,841        | 975          | [ 45 ] |

### 各話リスト
| 話数 | サブタイトル           | 脚本         | 絵コンテ | 演出              | 作画監督 | 総作画監督                                                          | 初放送日        |
| ---- | ---------------------- | ------------ | -------- | ----------------- | --- | ------------------------------------------------------------------- | --------------- |
| #01  | 出会                   | 砂山蔵澄     | 龍輪直征 | 青柳宏宜          | 村田陽佑 黒田和也 滝吾郎 舛舘俊秀 坂田理 五反孝幸 井上貴騎 山崎克之 丸山修二 寿夢龍 中尾高之                                                                        | うのまこと 渡辺義弘 桜井正明 武本大介 出雲誉明 石原恵治             | 2022年 7月6日   |
| #02  | 金策                   | 砂山蔵澄     | 佐野隆史 | 下司泰弘          | 寿夢龍 柳瀬譲二 武本大介 小橋陽介 Debris札幌 | うのまこと 石原恵治 桜井正明 佐藤敏明                               | 7月13日         |
| #03  | 獲得                   | 砂山蔵澄     | 佐野隆史 | 嵯峨敏            | 小林史緒里 桜井正明 佐藤敏明 鈴木健史 滝吾郎 中尾高之 舛舘俊秀 柳瀬譲二 若山政志 海堂ひろゆき                                                                       | うのまこと 五反孝幸                                                 | 7月20日         |
| #04  | 卒業                   | 砂山蔵澄     | 髙橋丈夫 | 古賀一臣          | 寿夢龍 若山政志 佐藤敏明 | うのまこと 渡辺義弘 橋本英樹                                        | 7月27日         |
| #05  | 結晶                   | イシノアツオ | 髙橋成世 | 藏本穂高          | 鐘文山 井上貴騎 | 出雲誉明 石原恵治 冨岡寛 桜井正明 橋本英樹                          | 8月3日          |
| #06  | 試練                   | 砂山蔵澄     | 嵯峨敏   | 嵯峨敏            | 中村優作 舛舘俊秀 佐藤敏明 柳瀬譲二 小林史緒里 佐々木洋也 村田陽佑 寿夢龍 海堂ひろゆき 佐藤好 石田啓一 中尾高之                                                     | 桜井正明 武本大介 冨岡寛 出雲誉明 井上貴騎                          | 8月10日         |
| #07  | 魔法                   | 砂山蔵澄     | 松園公   | 加藤峻一          | 石田啓一 井上貴騎 海堂ひろゆき 小林史緒里 佐々木洋也 寿夢龍 中村優作 中尾高之 村松尚雄 柳瀬譲二                                                                     | 石原恵治 出雲誉明 五反孝幸 坂田理 桜井正明 武本大介 冨岡寛 橋本英樹 | 8月17日         |
| #08  | 新居                   | イシノアツオ | 五反孝幸 | 青柳宏宜          | 佐藤好 鈴木健史 小林史緒里 舛舘俊秀 海堂ひろゆき Tin 佐藤敏明 柳瀬譲二 村松尚雄 桜井正明                                                                            | 五反孝幸                                                            | 8月24日         |
| #09  | 風呂                   | イシノアツオ | 髙橋成世 | 深瀬重            | 清水拓磨 柿畑文乃 谷本馨 Zearth Sato 郁山想 宇津野奈緒美 石原恵治 海堂ひろゆき 小橋陽介                                                                             | うのまこと 五反孝幸 井上貴騎 武本大介 冨岡寛 桜井正明               | 8月31日         |
| #10  | 憂愁                   | イシノアツオ | 佐野隆史 | 加藤峻一 青柳宏宜 | 鈴木健史 舛舘俊秀 海堂ひろゆき 寿夢龍 小林史緒里 中村優作 小橋陽介 橋本英樹 出雲誉明 石原恵治 村田陽佑 坂田理 村松尚雄 石田啓一 中尾高之 福島達也 佐藤好 Debris札幌 | 五反孝幸 冨岡寛 桜井正明                                            | 9月7日          |
| #11  | 順番                   | 砂山蔵澄     | 髙橋丈夫 | 北村充基 浅利藤彰 | 佐藤敏明 𠮷田潤 EN.studio 楊明坤 | 桜井正明 冨岡寛                                                     | 9月14日         |
| #12  | 人間                   | 砂山蔵澄     | 久保雄介 | 久保雄介          | 小橋陽介 佐藤好 中村優作 Zearth Sato 小林史緒里 鈴木健史 海堂ひろゆき 中尾高之 舛舘俊秀 石田啓一 村田陽佑 楊明坤                                                    | 桜井正明 冨岡寛 坂田理                                              | 9月21日         |
| OVA  | 体を洗ったあとは……     | 砂山蔵澄     | 髙橋成世 | 龍輪直征          | 石田啓一 福島達也 | うのまこと                                                          | ソフト1巻に収録 |
| OVA  | ロクサーヌと最後まで。 | 砂山蔵澄     | 髙橋成世 | 龍輪直征          | 福島達也 井上貴騎 | 桜井正明                                                            | ソフト2巻に収録 |

### 放送局
| 放送期間                | 放送時間                     | 放送局         | 対象地域 | 備考                                                                       |
| ----------------------- | ---------------------------- | -------------- | -------- | -------------------------------------------------------------------------- |
| 2022年7月6日 - 9月21日  | 水曜 23:30 - 木曜 0:00       | AT-X           | 日本全域 | 製作参加 / CS放送 / リピート放送あり R15+指定 / 《超ハーレムver.》での放送 |
| 2022年7月7日 - 9月22日  | 木曜 1:35 - 2:05（水曜深夜） | TOKYO MX       | 東京都   |                                                                            |
| 2022年7月10日 - 9月25日 | 日曜 3:00 - 3:30（土曜深夜） | BS11           | 日本全域 | BS放送 / 『ANIME+』枠                                                      |
| 2022年7月13日 - 9月28日 | 水曜 3:00 - 3:30（火曜深夜） | 奈良テレビ放送 | 奈良県   |                                                                            |
| 2022年7月18日 - 9月26日 | 月曜 2:30 - 3:00（日曜深夜） | びわ湖放送     | 滋賀県   | 初回は2話連続放送                                                          |
| 2022年8月5日 - 9月30日  | 金曜 2:30 - 3:00（木曜深夜） | テレ玉         | 埼玉県   | 8月19日までは2話連続放送。                                                 |

インターネットでは、まず「TV放送ver.」が2022年7月7日より毎週木曜（水曜深夜）0時30分にdアニメストアで配信され、その後7月14日より毎週木曜0時30分（水曜深夜）にその他の配信サービスから配信が行われた。「ハーレムver.」はdアニメストアで7月13日より毎週水曜0時30分（火曜深夜）に配信された。

### WEBラジオ
『異世界迷宮でラジオを』が音泉にて隔週火曜日に配信された。当初、2022年7月12日より開始予定だったが、パーソナリティの三上枝織の新型コロナウイルス感染症の陽性判定を受けラジオ収録が延期され、その影響で配信の第1回は土曜日の7月16日、第2回は火曜日の8月2日に変更された。2022年9月27日に終了。全6回。
ゲスト
- 第3回 - 三宅健太
- 第4回 - 八代拓
- 第6回 - 井澤詩織

### BD / DVD
| 巻 | 発売日         | 収録話         | 規格品番   | 規格品番   | 規格品番   |
| 巻 | 発売日         | 収録話         | BD限定版   | BD通常版   | DVD        |
| -- | -------------- | -------------- | ---------- | ---------- | ---------- |
| 上 | 2022年11月25日 | 第1話 - 第6話  | ZMAZ-15921 | ZMAZ-15931 | ZMSZ-15941 |
| 下 | 2022年12月23日 | 第7話 - 第12話 | N/A        | ZMAZ-15932 | ZMSZ-15942 |

### ボイスドラマ
『ロクサーヌASMR 〜ロクサーヌと過ごす夜〜』が、KADOKAWAによるASMR音声作品専用新規レーベル「KD音」（カドオン）の第1弾として、2023年2月24日に配信された。声の出演は三上枝織。